# Kongernes fald
Kongernes fald er en dansk dokumentarfilm fra 2019 instrueret af Mads Kamp Thulstrup.

## Handling
I midten af 1970'erne rejser de unge, jyske speedwaykørere Hans Nielsen og Erik Gundersen til England for at jage drømmen om at blive verdensmestre ligesom idolet Ole Olsen. Men hurtigt står det klart, at der kun er plads til én på tronen. Historien om dansk speedways storhedstid handler om et nært bånd mellem tre mænd, som med tiden skifter fra venskab til iskold rivalisering - båret af deres ambition om at blive den bedste og vinde guld til Danmark. Filmen nøjes ikke med at skildre et højdramatisk stykke Danmarkshistorie, men er også et gensyn med den epoke, hvor dramaet udspiller sig: 1970'erne og 1980'erne.